# King of New York

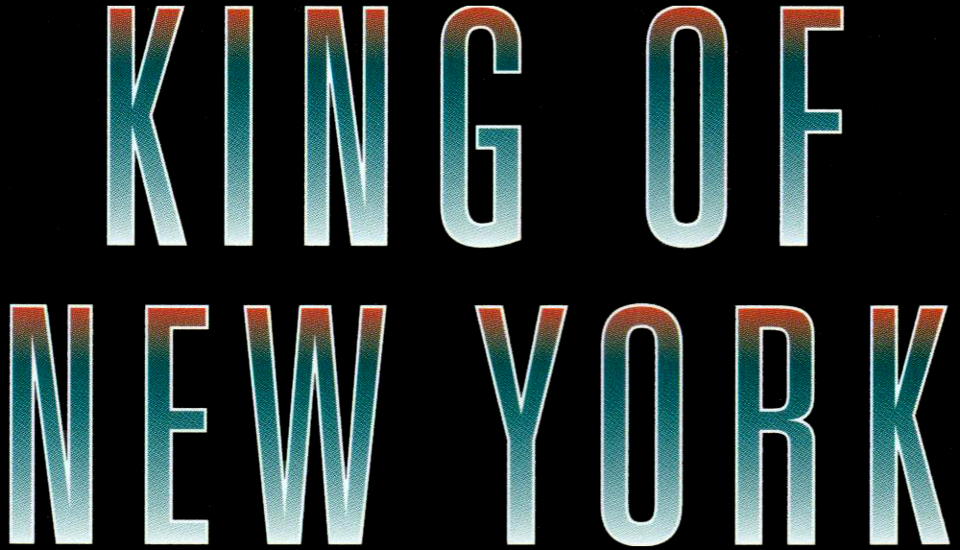
Logo do filme King Of New York

King of New York (br: Rei de Nova York — pt: O Rei de Nova Iorque) é um filme italo-estadunidense de 1990, do gênero policial, dirigido por Abel Ferrara.

## Sinopse
Conta a história de um gangster recém saído da prisão, que tenta recuperar o controle do comércio de drogas nos guetos de Nova Iorque, e para isso precisa de enfrentar as gangues rivais e escapar da polícia.

## Elenco
- Christopher Walken .... Frank White
- Laurence Fishburne .... Jimmy Jump
- David Caruso .... Dennis Gilley
- Wesley Snipes .... Thomas Flanigan
- Victor Argo .... Bishop
- Steve Buscemi .... Test Tube

## Principais prêmios e indicações
Mystfest 1991
- Venceu na categoria de Melhor Diretor (Abel Ferrara).
- Indicado para Melhor Filme.

Independent Spirit Awards 1991
- Indicado para Melhor Fotografia